# Toutes les larmes de l'enfer
Toutes les larmes de l'enfer est un album de la série de bandes dessinées XIII.

## Résumé
XIII est arrêté, jugé pour le meurtre de ses "parents" et condamné à la réclusion à perpétuité dans le sinistre asile pénitentiaire de Plain Rock. Sachant son gibier mis à l'abri, le Colonel Amos n'a pas renoncé à identifier le mystérieux amnésique, seul moyen qu'il ait de remonter à la tête du complot . 
Le colonel Amos rencontre le général Carrington, ex-commandant des SPADS devenu chef de l'état-major interarmées, et le juge Allenby à qui il raconte en détail l’histoire du Jour du soleil noir. Il pense avoir trouvé la preuve que XIII n’est pas Steve Rowland car il a découvert des traces de chirurgie esthétique très élaborée sur son visage. Ce sont néanmoins ses empreintes qui ont été retrouvées sur l'arme qui a tué le Président Sheridan . Donc, pour le Colonel, XIII est bien l'auteur de l'attentat. Il demande au général de rechercher tout homme correspondant au signalement de XIII et qui aurait suivi un entraînement spécial dans les différents corps d’armée. Ils trouvent 26 noms, dont ceux de trois morts et d'un disparu. Il faudra les vérifier tous, mais c'est la piste du disparu, un certain Ross Tanner qui semble la plus intéressante. Seul signe particulier de celui-ci, il semblait souffrir de claustrophobie…
Pendant ce temps, le lieutenant Jones, la très explosive assistante personnelle du Général Carrington, parvient à pénétrer dans l’asile pénitentiaire de Plain Rock en se faisant passer pour Shirley, une suicidaire par dépit amoureux, puis en séduisant un des médecins de cet asile où XIII est enfermé depuis son procès. De son côté, celui-ci tente de s’évader en compagnie d’un autre pensionnaire de l’asile en passant par des conduits très étroits sans paraître souffrir de claustrophobie…
Cette tentative est un échec et les deux hommes sont transférés à l’infirmerie. Ils sont blessés tous deux. Le médecin est à la solde de La Mangouste et tente de tuer XIII. Jones parvient à l’arrêter et ils réussissent à s’enfuir de l’asile.
Amos, fou de rage, n'est pas dupe du rôle joué par le Général dans cette évasion, mais faute de preuves, il est impuissant. Quel but poursuit Carrington et ferait-il, lui aussi, partie du complot ? En attendant, ce dernier va envoyer XIII, alias Ross Tanner, dans un endroit "là où même le diable ne pensera pas à aller le trouver" selon ses propres termes.